# Musée Maurepas
Le musée Maurepas est un espace muséal français situé dans le quartier de Maurepas, à Rennes, en Ille-et-Vilaine inauguré le 1er février 2025. 

## Situation
Annexe du musée des Beaux-Arts de Rennes, il occupe, lors de son ouverture, 400 m2 au pied d'un immeuble d'habitation surnommé « La Banane », situé près de la station de métro Gros-Chêne. Il accueille deux expositions temporaires par an.
L'accès est entièrement gratuit.